# Hermine Amersfoodt-Dyk
 (février 2025).
Hermine Amersfoodt-Dyk est une compositrice allemande.

## Biographie
Hermine Amersfoodt-Dyk a écrit la cantate « Gottes Allgegenwart » pour soli, chœur et orchestre, publiée par F. Hofmeister, Leipzig.